# Röda Kvarn, Övertorneå

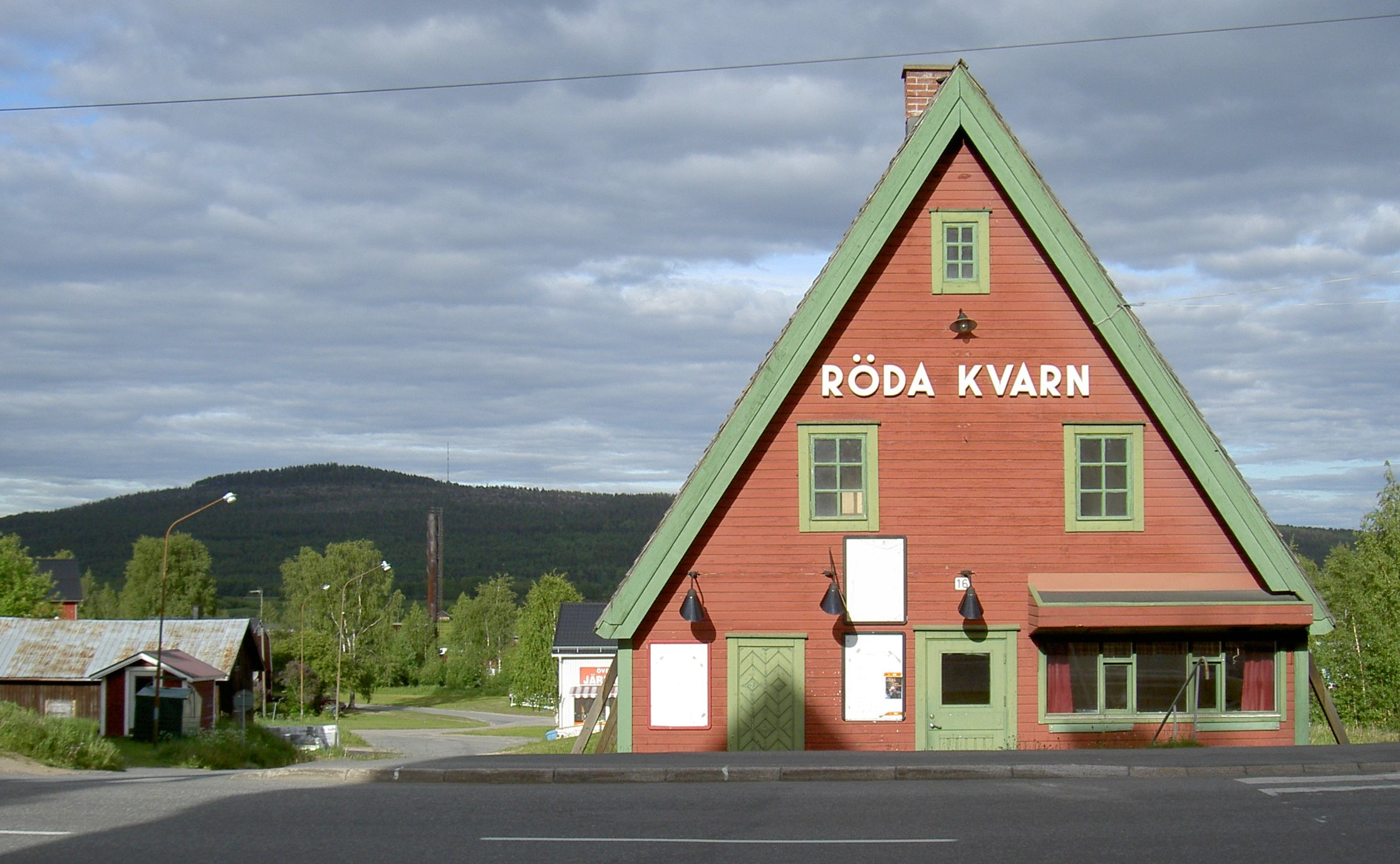
Röda kvarn, med Aavasaksa till vänster i bakgrunden.

Röda Kvarn är en biograf och nöjeslokal i centrala Övertorneå.
Byggnaden uppfördes 1914 av Magnus Ström med restmaterial från järnvägs- och stationshusbygget i Övertorneå. Därför fick byggnaden sina märkliga proportioner med det höga och branta taket. Väggen är en slipershög. Första filmvisningen skedde 1916. På 1930-talet fick nöjeslokalen namnet Röda Kvarn efter Moulin Rouge. Under beredskapstiden var Röda kvarn i Övertorneå en av Sveriges mest besökta biografer. Röda kvarn blev byggnadsminne 1998.